# Portal de la Recerca de Catalunya
El Portal de la Recerca de Catalunya (PRC) és una iniciativa de la Secretaria d'Universitats i Recerca de la Generalitat de Catalunya, portada a terme pel CSUC conjuntament amb una comissió de treball formada per membres de les universitats catalanes i dels centres de recerca participants.
El PRC recull i difon en un únic espai els resultats de la recerca produïda a les universitats i centres de recerca catalans. Adreçat a la comunitat científica local i internacional, així com a empreses i organitzacions finançadores, el PRC fomenta l'accés obert i es basa en formats estàndards que faciliten la reutilització de les dades.
La definició del portal va començar a finals de l'any 2012 amb la coordinació del Consorci de Serveis Universitaris de Catalunya (CSUC) i després d'una etapa en accés restringit es va obrir al públic el 2016.

## Activitat
El PRC té com a finalitat visualitzar i difondre l'activitat investigadora que es duu a terme a Catalunya pel que fa a investigadors, publicacions, grups i projectes de recerca per a la comunitat científica internacional, empreses, organitzacions finançadores i públic en general, i facilitant així l'accés obert a la producció científica. A llarg termini, també té com a objectiu simplificar els processos de gestió i donar suport als d'avaluació.
El Portal de la Recerca de Catalunya hauria de beneficiar el sistema català donant visibilitat a la potencialitat del sistema en el seu conjunt. D'altra banda, quant al sistema universitari, hauria de reforçar els processos de gestió unificada de les dades de la recerca. I per acabar, incrementar l'accés i la visibilitat del treball del personal investigador.
El Portal es basa en la premissa d'aprofitar la feina feta per les universitats als seus sistemes de gestió de la recerca (CRIS) i es pretén que els treballs per al Portal redundin en millores en la gestió de la informació dins de cada institució. Aquesta tasca es realitza conjuntament a través d'acords de disposició de les dades, la captura d'informació a través de formats estàndards (CERIF) i de protocols d'interoperabilitat, l'ús d'identificadors comuns que evitin ambigüitats (per exemple l'ORCID per als investigadors) i l'afavoriment de l'accés obert a la producció científica i l'ús dels repositoris institucionals. El Portal segueix exemples i codis de bones pràctiques locals i internacionals, com ara el Portal de la Producció Científica dels Investigadors de la UPC (FUTUR), el Portal de Producció Científica de la UPF, el portal neerlandès (NARCIS) o la base de dades de recerca de Dinamarca.

## Institucions participants
El PRC compta amb 18 institucions participants, entre universitats i centres de recerca, i conté les dades de més de 10.900 mil investigadors.

### Universitats
- Universitat de Barcelona Arxivat 2016-11-17 a Wayback Machine.
- Universitat Autònoma de Barcelona[Enllaç no actiu]
- Universitat Politècnica de Catalunya Arxivat 2016-12-01 a Wayback Machine.
- Universitat Pompeu Fabra[Enllaç no actiu]
- Universitat de Girona Arxivat 2016-11-03 a Wayback Machine.
- Universitat de Lleida[Enllaç no actiu]
- Universitat Rovira i Virgili[Enllaç no actiu]
- Universitat Oberta de Catalunya[Enllaç no actiu]
- Universitat Ramon Llull[Enllaç no actiu]
- Universitat de Vic - Universitat Central de Catalunya[Enllaç no actiu]
- Universitat Internacional de Catalunya[Enllaç no actiu]
- Universitat Abat Oliba CEU[Enllaç no actiu]

### Centres de recerca
- Vall d'Hebron Institut de Recerca Arxivat 2018-10-26 a Wayback Machine.
- Institut de Recerca i Tecnologia Agroalimentàries
- Institut Català d'Arqueologia Clàssica
- Fundació Institut Català de Recerca en Patrimoni Cultural
- Institut Català de Paleontologia Miquel Crusafont
- Centre de Medicina Regenerativa de Barcelona[Enllaç no actiu]